# Døden kommer med posten
Døden kommer med posten (en: The Moving Finger) er en Agatha Christie krimi fra 1942. Den foregår i den fiktive landsby Lymstock, hvortil Miss Marple tilkaldes af sin gode bekendt, præstefruen Mrs. Dane Calthrop.

## Plot
I denne roman er fortælleren en ung pilot, Jerry Burton, som genoptræner efter et flystyrt, hvor han blev hårdt kvæstet. Sammen med sin søster, Joanna, flytter han ud på landet for at få fred og ro. I stedet bliver han involveret i en sag, hvor der både er anonyme breve med sjofelt indhold, et dødsfald, som henlægges som selvmord og senere i forløbet et drab.
En væsentlig del af handlingen formidles gennem Jerrys uforpligtende dialoger med søsteren: ""I hvert fald ser jeg godt nok ud, ikke sandt". Jeg studerede hende kritisk og var ikke i stand til at give hende ret..."Nej du ser helt forkert ud.""

Miss Marple ankommer sent i handlingen, men hun opklarer hurtigt sagen, stort set på baggrund af Jerrys iagttagelser.  Pointen afsløres i Agatha Christies fortælleteknik.

## Anmeldelser
Anmelderne betegnede denne roman som en typisk Miss Marple fortælling, selv om det seksuelle aspekt ikke er særligt typisk for Christie.  I en biografi anføres det, at Jerrys egen historie er lige så interessant som selve mordgåden. 

## Danske udgaver
- Carit Andersen (De trestjernede kriminalromaner) 1962
- Forum (Agatha Christie, 13) 1972
- Wangel; Forum 1991
- Aschehoug 2007